# Cantó de Bouaye
El cantó de Bouaye (bretó Kanton Bouez) és una divisió administrativa francesa situat al departament de Loira Atlàntic a la regió de Loira Atlàntic, però que històricament ha format part de Bretanya.

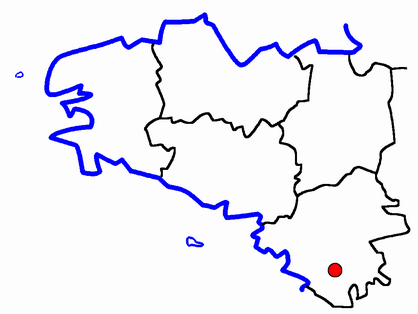
Situació del cantó

## Composició
El cantó aplega 5 comunes i part de la de Rezé (24.259 de 37.333):
| Nom francès            | Nom bretó               | Població | km²   | Codi Postal | Codi INSEE |
| Bouaye                 | Bouez                   | 5.251    | 13,83 | 44830       | 44018      |
| Brains                 | Brenn                   | 2.172    | 15,31 | 44830       | 44024      |
| Pont-Saint-Martin      | Pont-Marzhin            | 4.754    | 21,88 | 44860       | 44130      |
| Saint-Aignan-Grandlieu | Sant-Enion-al-Lenn-Veur | 3.483    | 17,94 | 44860       | 44150      |
| Saint-Léger-les-Vignes | Sant-Lezer-ar-Gwiniegi  | 1.158    | 6,49  | 44710       | 44171      |
| Cantó                  | Bouez                   | 38.390   | 88,73 | -           | 4404       |

## Història
| Data d'elecció                           | Identitat     | Partit | Qualitat |
| ---------------------------------------- | ------------- | ------ | -------- |
| 2001-2004                                | Claude Gobin  | UMP    |          |
| 2004-                                    | Gérard Allard | PS     |          |
| les dades anteriors no són pas conegudes |               |        |          |
|                                          |               |        |          |